# 恋の渦
『恋の渦』は、演劇ユニット・ポツドールによる日本の演劇作品、およびそれを原作とした日本映画。
脚本・演出は三浦大輔。岸田國士戯曲賞受賞作『愛の渦』に続く、ポツドール「渦」シリーズ第二弾。合コンを機に集まった9人の男女が過ごす4つの部屋を舞台に、本音と嘘が何重にも交じり合った恋愛の本質を描く。

## あらすじ
友人オサムに女の子を紹介するために、ある若い同棲カップルのコウジとトモコはホームパーティを企画する。一同は紹介されたユウコのルックスにがっかりし、険悪な雰囲気になる。全てが空回りし、微妙な空気のままコンパは終わったはずだったが、その夜を境に、パーティから帰ったそれぞれの部屋では男女9人の交錯する恋心と下心、本音と嘘が渦巻いていく。

## 舞台
2006年11月29日 - 12月10日、THEATER/TOPSにて上演。

### キャスト（舞台）
- 米村亮太朗
- 古澤裕介
- 鷲尾英彰
- 美館智範
- 河西裕介
- 小林康浩
- 遠藤留奈
- 内田慈
- 白神美央
- 小島彩乃

### スタッフ（舞台）
- 脚本・演出 : 三浦大輔
- 企画・制作 : ポツドール

## 映画
大根仁監督による長編映画第2作。山本政志監督率いる映画ワークショップ「シネマ☆インパクト」内の1企画として制作された。キャストは全員ワークショップで選ばれた俳優陣で構成され、顔合わせ1週間でクランクイン、わずか4日間で撮り上げた。
2013年3月30日 - 4月19日の「シネマ☆インパクト」限定上映で連日満席の上、追加上映までされる大ヒットを記録したことから、同年7月6日より渋谷シネクイントで単独公開された。さらに反響を呼び、同年8月31日からは全国順次拡大ロードショーされた。

### キャスト（映画）
- コウジ：新倉健太
- トモコ：若井尚子
- カオリ：柴田千紘
- ユウコ：後藤ユウミ
- ユウタ：松澤匠
- ナオキ：上田祐揮
- タカシ：澤村大輔
- オサム：圓谷健太
- サトミ：國武綾
- 松下貞治

### スタッフ（映画）
- 監督・撮影・編集：大根仁
- 原作・脚本：三浦大輔
- 制作：山本政志
- 撮影：大関泰幸、高木風太
- 録音：岩倉雅之、光地拓
- 編集：大関泰幸
- 制作担当：吉川正文
- 助監督：甫木元空
- 美術：碓田佐紀子
- 美術協力：磯見俊裕
- ヘアメイク：影山聡美
- 衣装協力：伊賀大介、destination Tokyo
- 配給・製作：シネマ☆インパクト
- 配給・宣伝：SPOTTED PRODUCTIONS

### 受賞
- 第5回TAMA映画賞 特別賞（大根仁監督、及びスタッフ・キャスト一同）
- 第23回日本映画プロフェッショナル大賞 新人奨励賞（『恋の渦』俳優チーム）